# Álvar Gutiérrez de Torres
Álvar Gutiérrez de Torres fue un astrólogo y escritor español de la primera mitad del siglo XVI.

## Biografía
Poco se sabe sobre él. Fue fiel de fechos y juez en Toledo. Escribió en defensa de la astrología El sumario de las maravillosas y espantables cosas que en el mundo han acontescido (Toledo, 1524), un volumen dirigido al arzobispo toledano Alonso de Fonseca y Ulloa que contiene tres trabajos misceláneos. El primero es la Historia general de los maravillosos y espantables casos; contiene hechos maravillosos ocurridos en el mundo hasta el reinado de Carlos I; el segundo un Compendio de alabanzas de la astrología, pseudociencia o superstición en la cual cree férreamente el autor, y el último es una Declaración sobre el hipotético diluvio de 1524, con motivo de la conjunción de todos los planetas en el signo de Piscis en febrero de 1524 que hacía presagiar a todos los astrólogos de Europa un nuevo diluvio universal como el de Noé y que hizo escribir unas ciento treinta obras en toda Europa polemizando por ello a favor o en contra y después de no haber ocurrido, justificando el fallo de esta presunta ciencia. Para Julio Caro Baroja el autor es ya un renacentista culto, pero con gran poso medieval. Alaba las Tablas alfonsíes y la creencia del rey Alfonso X el Sabio en la astrología, y polemiza con el profesor de dialéctica del colegio de Beauvais en París Fernando de Enzinas, que no creía en ella, y con el padre Pedro Ciruelo, al que acusa de diversos errores.

## Obras
- El sumario de las maravillosas y espantables cosas que en el mundo han acontescido, Toledo: Ramón de Petras, 1524. Hay ed. facsímil de la Real Academia Española (1952) con estudio previo de Agustín González de Amezúa. Contiene:
  - Historia general de los maravillosos y espantables casos,
  - Compendio de las alabanzas del Astrología
  - La verdadera y muy provechosa declaración que se ha de tener acerca de las varias y diversas opiniones que en Astrología fueron escritas por causa de las muchas conjunciones que en el mes de febrero deste presente año de mil quinientos y veynte y quatro en el signo de Piscis fueron hechas.